# شیاردندان
شیاردندان (نام علمی: Glyptodon) نام یک سرده از تیره شیاردندانان است.
شیاردندان، که در آمریکای جنوبی پدیدار شده بود، خویشاوند غول‌پیکر آرمادیلوهایی بود که ۳/۵ میلیون پیش، با شکل‌گیری پل زمینی پاناما، به جنوب آمریکای شمالی مهاجرت کردند. بیشتر بدن این جانور را استخوان‌هایی با پوشش پوستی -استخوان‌پوست- پوشانده بودند و مثل زرهی از بدنش محافظت می‌کردند. حتی دمش هم پوششی زرهی داشت که از چند حلقه‌ی باریک‌شونده‌ی استخوان‌پوستی تشکیل شده بود. دندان‌های تاج‌تختِ شیاردندان پیوسته رشد می‌کردند و این جانور می‌توانست انواع مختلف گیاهان سخت، از جمله علف‌های زمخت، را با آن‌ها بخورد. وزن شیاردندان دست‌کم یک تن بود و زره بزرگ گنبدی این جانور آن را از نظر شکل و اندازه به فولکس قورباغه‌ای شبیه می‌کرد.
شیاردندان در پایان آخرین عصر یخ‌بندان، احتمالاً به‌سبب شکار انسانی، منقرض شد، گرچه تاکنون هیچ نشانه‌ی روشنی از حمله‌ی انسان‌ها به این سرده نیافته‌ایم.